# Gloria Gaynor
Gloria Fowles (Newark, 7 de setembro de 1943), mais conhecida como Gloria Gaynor, é uma cantora norte-americana. Mais conhecida por seus grandes sucessos da Era Disco, "Never can Say Goodbye" de 1974, "Let Me Know (I Have A Right)" de 1978, "I Am What I Am" de 1984 e, principalmente, "I Will Survive" de 1978, que lhe rendeu um Grammy Awards.

## Biografia
Gloria Fowles nasceu em Newark, Nova Jersey, filha de Daniel Fowles e Queenie Mae Proctor. Sua avó morava perto e estava envolvida em sua criação. Seu pai tocava ukulele e violão e cantava profissionalmente em casas noturnas com um grupo chamado Step 'n' Fetchit. Gloria tinha cinco irmãos e uma irmã. Seus irmãos cantavam gospel e formaram um quarteto com um amigo. Eles se mudaram para um conjunto habitacional em 1960, e Gaynor se formou na South Side High School, em 1961.
Gloria Gaynor começou a cantar na década de 1960, em uma banda local de jazz e R&B chamada, The Soul Satifiers. O grupo se apresentava em boates e assim Gloria foi descoberta por Clive Davis, assinando um contrato de gravação com a MGM Records, em 1971. Logo ela gravu seu primeiro single, "She'll Be Sorry/Let Me Go Baby", mas não obteve sucesso, só mais tarde, em 1973, quando gravou "Honeybee" que Gloria entrou nas paradas de sucesso no mundo inteiro.
Ela finalmente alcançou o sucesso com o álbum Never Can Say Goodbye, lançado em 1975. O primeiro lado do álbum consistia em três músicas ("Honey Bee", "Never Can Say Goodbye" e "Reach Out, I'll Be There"), sem intervalo entre as faixas, o que a levou a fazer sucesso em casas noturnas. O single "Never Can Say Goodbye", chegou a 9ª posição da Billboard Hot 100 e se tornou a primeira música a liderar a parada Dance Club Songs da Billboard. Gaynor é considerada a primeira artista a gravar versões "extended mix" de suas músicas e também a primeira a gravar um disco sem pausa entre as faixas.
Gloria continuou a gravar seus álbuns, até que em 1978, surge seu maior sucesso, "I Will Survive". A música que está presente em sexto álbum de estúdio, Love Tracks, passou três semanas não consecutivas em primeiro lugar na Billboard Hot 100 e também alcançou o topo da UK Singles Chart. Mais tarde, foi certificado como Platina pela Recording Industry Association of America (RIAA). Em 1980, ela ganhou seu primeiro Grammy de Melhor Gravação de Disco Music; Ela também recebeu indicação para Gravação do Ano e Melhor Performance Vocal Pop Feminina. A canção é frequentemente considerada um hino gay, bem como um hino da "era disco". Em 2012, a música foi introduzida no Grammy Hall of Fame. Em 2016, a Biblioteca do Congresso dos EUA selecionou "I Will Survive" para preservação no Registro Nacional de Gravações. Em 2023 e 2025, a revista Billboard incluiu "I Will Survive" em suas listas das melhores canções pop e dance de todos os tempos. Também está em 97º lugar na lista "Billboard All-Time Hot 100". "I Will Survive" está classificada em 492º lugar na lista da revista Rolling Stone das "500 Maiores Músicas de Todos os Tempos".
Na década de 1980, Gaynor voltou ao topo das paradas com o lançamento de seu décimo primeiro álbum, I Am Gloria Gaynor, de 1984. Isso se deveu principalmente à música "I Am What I Am", que se tornou um sucesso e também passo a ser considerado um hino gay. No final da década de 1990, ela se interessou pela atuação, fazendo participações especiais em The Wayans Bros., That '70s Show e Ally McBeal, antes de fazer um show de curta duração no Smokey Joe's Cafe, na Broadway.
Em 13 de novembro de 2001, Gaynor cantou "I Will Survive" no especial de televisão, Michael Jackson: 30th Anniversary Celebration. Em 2002, Gaynor lançou seu primeiro álbum em mais de 15 anos, I Wish You Love; Os dois singles do álbum, "Just Keep Thinking About You" e "I Never Knew", chegaram ao topo da parada Dance Club Songs da Billboard. Em janeiro de 2008, a Associação Americana de Diabetes nomeou Gaynor a Porta-voz Honorária da caminhada "NYC Step Out to Fight Diabetes".
Gaynor lançou um álbum cristão contemporâneo no final de 2013. Em 16 de maio de 2015, Gaynor recebeu o título honorário de Doutora em Música pelo Dowling College. Devido à devastação causada pelo Furacão Harvey no estado do Texas em agosto de 2017, Gaynor reescreveu a letra de "I Will Survive", mudando o título para "Texas Will Survive", e postou um vídeo dela cantando a música no Twitter em 30 de agosto de 2017.
Em janeiro de 2020, Gaynor ganhou seu segundo Grammy, por seu álbum gospel, Testimony, recebendo o prêmio de Melhor Álbum de Raiz Gospel. Em fevereiro de 2025, foi lançado no canal Lifetime o telefilme "I Will Survive: The Gloria Gaynor Story", contado a história de sua vida.

## Vida Pessoal
Gaynor casou-se com seu empresário Linwood Simon em 1979. O casal se divorciou em 2005. Ela não teve filhos. De acordo com Gaynor, embora ela sempre quisesse filhos, seu ex-marido nunca desejou nenhum. Gloria discutiu publicamente suas lutas anteriores contra o álcool e o abuso de substâncias, especialmente cocaína, durante a década de 1970. Ela atribuiu à sua fé cristã a ajuda para superar seus vícios e a encontrar um novo rumo na vida.